# حوض تأريض
حوض التأريض (بالإنجليزية: Groundbed ) هو شبكة أرضية تقوم بتأريض جهازا كهربائيا كما يستخدم لتأريض هوائي إرسال أو هوائي استقبال الموجات الراديوية . وهو عبارة عن أشرطة معدنية متصلة بالأرض تنتشر شعاعيا حول الهوائي ولا تتقاطع . يستخدم على وجه الخصوص للهوائي حرف تي للموجات الظويلة جدا والطويلة والمتوسطة حيث يتكون بذلك النصف الثاني لهوائي ثنائي أقطاب . وأهم صفة فيه هو مقاومته الصغيرة لأداء التأريض حيث تبلغ مقاومته عدة من أوم بينما تكون ممانعة هوائي الإرسال في حدود 35 أوم .

حوض التأريض يبتلع التيار الناشيء لأنه مدفون في الأرض ويمثل القطب الثاني للهوائي ثنائي الأقطاب.

يتأرجح التيار الكهربائي I في هوائي الإرسال بنفس تردد محطة الإرسال مابين الهوائي وحوض التأريض . ويشكل مجموع المقاومتين : مقاومة الهوائي ومقاومة التأريض المقاومة الفعلية لهوائي الإرسال :
{\displaystyle R_{Last}=R_{groundbed}+R_{Antenna}}
وتحسب قدرة كل منهما من المعادلتين:
{\displaystyle P_{Antenna}=I^{2}\cdot R_{Antenna}}
{\displaystyle P_{Groundbed}=I^{2}\cdot R_{Groundbed}}
فإذا رغبنا بث أكبر قدرة للإرسال وفي نفس الوقت تقليل الحرارة الضائعة أثناء الإرسال في الأرض (تسخن الأرض بسبب انتشار جزء من الطاقة الكهربائية فيها ) ، فلا بد من أن تكون مقاومة حوض التأريض RErdnetz صغيرة قدر الإمكان .
وتتكون شبكة التأريض من أشرطة معدنية متعددة ويكون طولها هو نفس طول الهوائي على الأقل، وغالبا ما يكون طولها نحو ربع طول الموجة المرغوب بثها . وفي المناطق التي تكون غير موصلة جيدة للكهرباء فتمد طول الأشرطة حتى قد تصل إلى 5و1 من طول الموجة المرسلة أو يزيد عن ذلك .
تجفن أشرطة التأريض وهي تكون عادة من الحديد المطلي بالزنك على عمق نحو 50 سم
تحت الأرض. فإذا كانت الأرض صلبة وصخرية مما يصعب حفرها فإن الأشرطة تمد على قوائم فوق الأرض . ويكون توزيعها شعاعيا حول حامل الهوائي، بحيث لا تتقاطع الأشرطة بعضها البعض.
في حالة هوائي على سفينة أو على منصة في عرض البحر فيتم الـتأريض جيدا في ماء البحر فهو موصل جيد والسفينة منغمسة فيه. فلا يحتاج في تلك الحالة بناء شبكة للتأريض.

## اقرأ أيضًا
- هوائي
- هوائي حرف تي
- هوائي قفصي
- هوائي حلقي